# Western & Southern Open 2017
Das Western & Southern Open 2017 war der Name eines Tennisturniers der WTA Tour 2017 für Damen sowie eines Tennisturniers der ATP World Tour 2017 für Herren, welche zeitgleich vom 14. bis 20. August 2017 in Mason, Ohio bei Cincinnati stattfanden.

## Herren
→ Qualifikation: Western & Southern Open 2017/Herren/Qualifikation

## Damen
→ Qualifikation: Western & Southern Open 2017/Damen/Qualifikation